# Albert Brudzewski
Albert Brudzewski (tiếng Ba Lan: Wojciech Brudzewski, tiếng Latin: Albertus de Brudzewo) (1445 — 1497) là một nhà thiên văn học, toán học, triết học và ngoại giao người Ba Lan.

## Cuộc đời

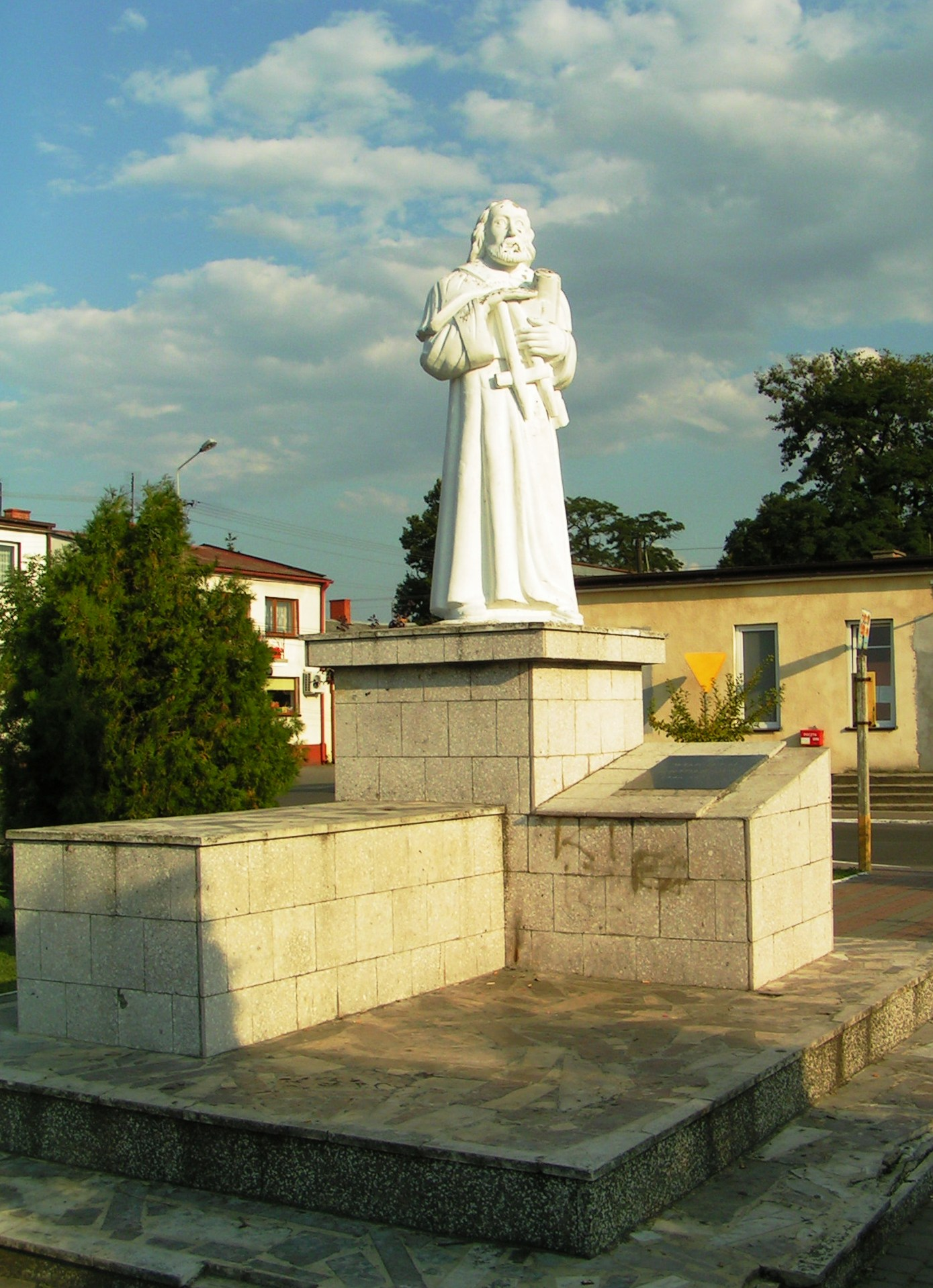
Đài tưởng niệm Wojciech Brudzewo ở Gmina Brudzew, huyện Turecki, tỉnh Wielkopolskie, Ba Lan.

Albert (tiếng Ba Lan là Wojciech), ký tên mình là "de Brudzewo" ("của Brudzewo"), sinh vào khoảng năm 1445, tại Brudzewo, gần Kalisz. Ông còn được gọi là Albert Blar trong một số tài liệu tiếng Anh.
Không có nhiều thông tin về cuộc sống thuở thiếu thời của ông. Thông tin chỉ bắt đầu được ghi nhận vào năm 23 tuổi, khi ông trúng tuyển Akademii Krakowskiej (Học viện Kraków, nay là Đại học Jagiellonian), ông đã theo học, giảng dạy ở đây trong hai thập niên và ở lại đó gần suốt cuộc đời. Ông từng là hiệu trưởng của ngôi trường, là procurator (người quản lý tài sản), và là người đứng đầu Bursa Hungarorum ("Ký túc xá của sinh viên người Hungary").
Albert là một giảng viên giỏi được nhiều sinh viên nhớ đến. Tại Kraków, ông dạy chuyên về văn học, đồng thời dạy toán học và thiên văn học. Năm 1490, ông trở thành cử nhân thần học, bắt đầu giảng dạy về triết học của Aristotle. Những bài giảng này có sự đồng tham gia của Nicolaus Copernicus, là sinh viên của ông bắt đầu theo học tại trường từ năm 1491. Một thành tựu lớn của Albert là dạy thiên văn học theo cách mới, cập nhật những kiến thức mới nhất về môn khoa học này.
Ông nắm rất vững nội dung cuốn sách "Theoricae Novae Planetarum " (Lý thuyết về các hành tinh) của Georg von Peuerbach. Ông là người hoài nghi về thuyết địa tâm. Ông cũng là người đầu tiên phát biểu rằng Mặt Trăng chuyển động theo hình elip và luôn hướng một mặt về Trái Đất.
Ông lập bảng tính để tính toán vị trí của các thiên thể. Năm 1482, ông viết "Commentariolum super Theoricas novas planetarum Georgii Purbachii [...] per Albertum de Brudzewo", để phản biện lại tác phẩm trước đó của Georg von Peuerbach khi đề xuất các lý thuyết mới về những hành tinh. Tác phẩm này được xuất bản tại Milan năm 1495 bởi học trò của ông là Jan Otto de Kraceusae.
Sinh viên nổi tiếng của ông không chỉ có Copernicus, mà còn có nhà toán học Bernard Wapowski, nhà thơ người Đức và nhà nhân văn học Phục hưng Conrad Celtis — sau này đã lập Sodalitas Litterana Vistulana, hội văn học đầu tiên ở Trung Âu ngay tại trường Kraków.
Năm 1495, theo lệnh của Hồng y Fryderyk Jagiellończyk (Frederick Jagiellon), Brudzewski chuyển đến Vilnius làm trợ lý cho Đại vương công Lietuva Aleksander Jagiellon, sau này trở thành Vua Alexander của Ba Lan. Ông phục vụ Đại vương công với tư cách là một nhà ngoại giao. Trong thời gian này, ông tham gia đoàn đàm phán với Sa hoàng Ivan Bạo chúa của Đại công quốc Moskva và là dấu mốc quan trọng trong sự nghiệp của ông. Cũng tại Vilnius, Albert đã viết "Conciliator", một tác phẩm chính luận về ngoại giao, song bản gốc cho tới nay vẫn chưa được tìm thấy.
Albert qua đời ở Vilnius. Cho tới nay, ngày mất chính xác của ông vẫn chưa được biết; một số nguồn nói rằng ông qua đời ở tuổi 50.

## Sự nghiệp thiên văn học

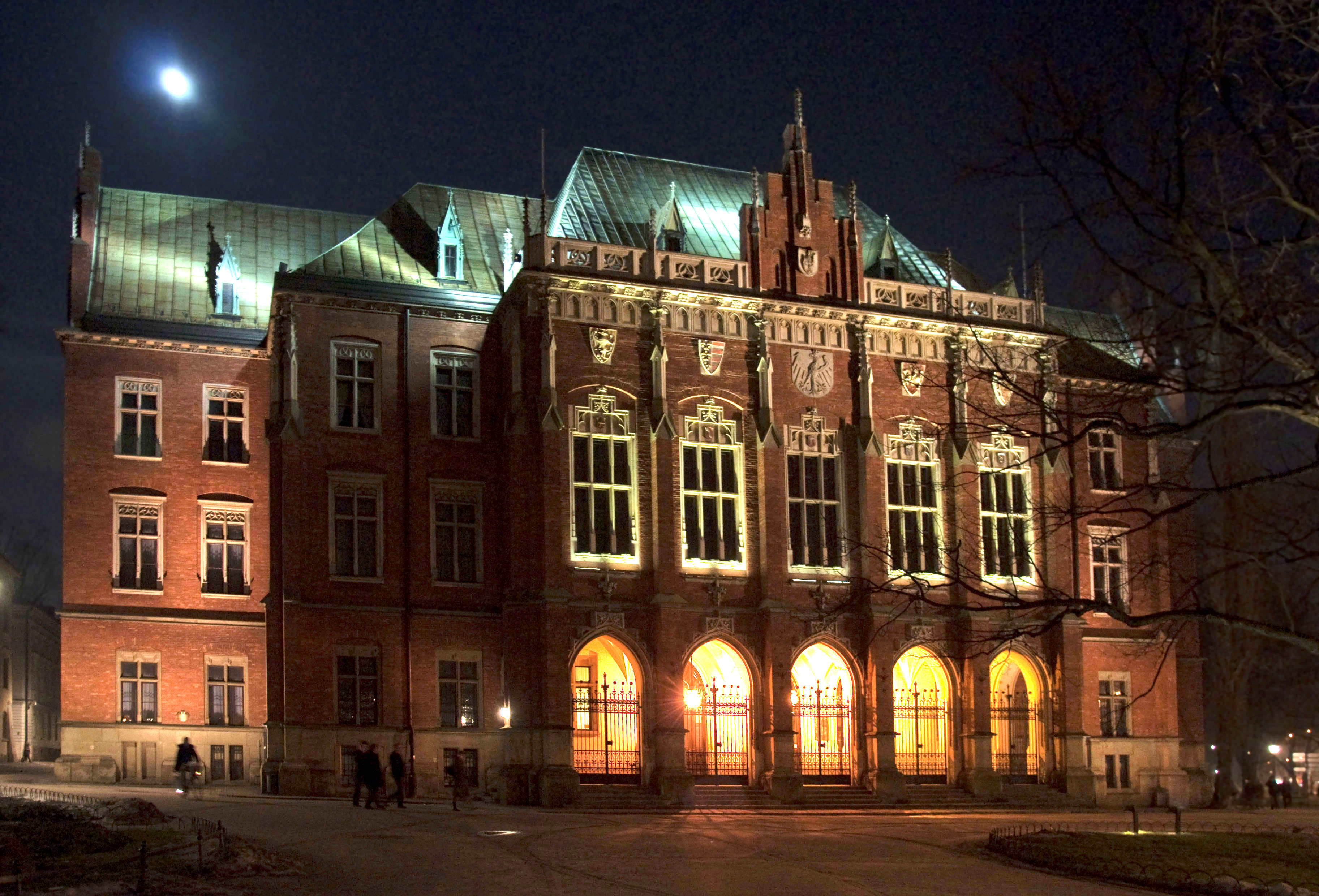
Đại học Jagiellonian ngày nay.

### Albert Brudzewski và Averroes
Albert được xem là một nhà thiên văn học có ảnh hưởng lớn, có sức thuyết phục và là người phản biện đối với Averroes.
Averroes không đồng ý với phần lớn công trình của nhà thiên văn Ptolemy, vì cho rằng các nguyên lý của Ptolemy không tuân theo các nguyên tắc cơ bản và hệ quả cơ bản của vật lý học Aristotle. Averroes đã thay thế hệ thống lý thuyết thiên văn của Ptolemy bằng một hệ thống mới tương tự. Albert Brudzewski không đồng ý và công khai phản biện Averroes.
Tranh cãi chính xuất phát từ việc tìm và đếm các "tầng trời". Averroes từ chối tin rằng có tầng trời thứ 9. Ông tin rằng các thiên thể trên bầu trời được tạo ra từ những ngôi sao, nhưng không có ngôi sao nào ở tầng trời thứ 9 vì vậy không có tầng trời này. Albert Brudzewski cho rằng thậm chí có nhiều hơn 10 tầng trời, khi Mặt Trời tự nó đã có 3 tầng trời và các hành tinh cũng có những tầng trời riêng.
Để làm rõ quan điểm của mình, Brudzewski giải thích khái niệm tầng trời theo 3 ý nghĩa. Thứ nhất, nơi mà các thiên thể gắn đính vào là một thực thể duy nhất mà ta thường gọi đó là các tầng trời. Thực thể này tuy không tách biệt với cả bầu trời nhưng có thể tự tồn tại. Thứ hai, các khái niệm này tương đương với quan điểm của George Peurbach trong tác phẩm Theoricae novae planetarum, tức là dù không tuân theo quy luật nào nhưng chúng vẫn tồn tại. Thứ ba, các thiên thể trên các tầng trời nằm thẳng hàng với mặt đất. Ý nghĩa thứ ba về sau giúp tính toán được chuyển động của các thiên thể.
Brudzewski cũng bác bỏ 5 tuyên bố của Averroes về các tầng trời. Các tuyên bố này bao gồm: Các tầng trời được cấu tạo đơn giản; Chuyển động của thiên thể trên các tầng trời vì thế cũng đơn giản; Bất kỳ chuyển động nào không theo quy luật tự nhiên thì phải có quy luật bổ sung; Thiên thể trên các tầng trời không thể có nhiều chuyển động vì chúng chỉ chuyển động đơn giản; Các thiên thể lớn hơn có thể tác động đến các thiên thể nhỏ hơn, nhưng không có tác động ở chiều ngược lại.
Để bác bỏ, Brudzewski chỉ ra 3 cách để nhận biết chuyển động của các thiên thể. Thứ nhất là các thiên thể chuyển động từ hướng Đông sang hướng Tây. Thứ hai là các thiên thể chuyển động theo hướng đối ngược, tức là từ hướng Tây sang hướng Đông. Thứ ba là các thiên thể chuyển động theo chu kỳ riêng. Brudzewski đưa 3 chuyển động này vào các thiên thể nằm ở 3 tầng trời sau cùng, và do đó chứng minh được Averroes đã đếm sai số lượng các tầng trời.

### Hệ hai thiên thể Tusi

Mô hình hệ Tusi.

Hệ Tusi là một mô hình toán học mà ở đó chu kỳ chuyển động của hai thiên thể sẽ tạo ra một đường thẳng giữa hai thiên thể đó. Copernicus là người giới thiệu mô hình này, nhưng nhiều người cho rằng ông được truyền cảm hứng từ thầy của mình là Albert Brudzewski.
Trước đó, Brudzewski đã nhiều lần giải thích về Mặt Trăng và chu kỳ kép khi quan sát các vệt đen trên bề mặt Mặt Trăng. Ông cho rằng chúng ta luôn nhìn thấy được một mặt của Mặt Trăng vì Mặt Trăng có "chuyển động prosneusis", là chuyển động nghiêng và quay, ứng với mô hình một chu kỳ của Ptolemy và mô hình hai chu kỳ do chính Brudzewski đặt ra.
Xa hơn, ông quan sát được chuyển động của Sao Thủy và nhận ra chuyển động thẳng được tạo nên từ chuyển động tròn. Từ quan sát này, Copernicus đã lên ý tưởng về sự chuyển động trong một hệ hai thiên thể và đó là Hệ Tusi. Không chắc chắn Copernicus có thật sự phát triển lý thuyết từ quan sát của thầy hay không, vì ý tưởng này đã có từ trước đó bởi nhà thiên văn học Hồi giáo Ibn ash-Shātir từ thế kỷ thứ 13.